# كريم العراقي (لاعب كرة قدم)
كريم هشام محمد محمد العراقي (مواليد 29 نوفمبر 1997) هو لاعب كرة قدم مصري يلعب مدافعا في النادي المصري.

## روابط خارجية
- كريم العراقي على موقع إي إس بي إن إف سي (الإنجليزية)
- كريم العراقي على موقع قاعدة بيانات كرة القدم.إي يو (الإنجليزية)
- كريم العراقي على موقع Soccerway.com (الإنجليزية)
- كريم العراقي على موقع عالم كرة القدم.نت (الإنجليزية)
- كريم العراقي على موقع أوليمبيديا (الإنجليزية)